# 啓典の民
啓典の民（けいてんのたみ、アラビア語: أهل الكتاب、アハル・ル・キタービ）とは、イスラームに屈服し、ある制約を受け入れる代わりに、イスラーム国家（イスラム世界）に居住することを許される異教徒を指す言葉である。

## 解説
本来は同じ啓典（聖書、クルアーン）を元に成立するキリスト教徒、ユダヤ教徒、サービア教徒のみを指し、それ以外の異教徒には改宗を迫る（強制改宗）のが原則であった。
しかし、イスラーム国家の拡張に伴い、強硬な姿勢は維持できなくなる。そのため、時代と地域によって若干の異同はあるが、実質的にイスラーム国家の支配領域に住むほぼ全ての異教徒を指して啓典の民と呼ぶと考えてよい。啓典の民は通常の税金のほかに「ジズヤ」と呼ばれる人頭税の支払いの義務が生じるが、それを履行する限り「保護（ズィンマ）」が与えられ「被保護民（ズィンミー）」として、厳しい制限付きではあったが信教の自由や民族的慣習の保持が許された。
一般に一神教とは解釈されていない仏教も一部のムスリムは啓典の民として認めている。東京大学総合研究博物館の野口淳は南アジアでのハナフィー学派は仏教も啓典の民として扱っている、と主張している。パキスタン出身のムスリムであるマララ・ユスフザイは国連でのスピーチで仏陀を「預言者」の一人として扱っている。ムスリムの国民が多くパンチャシラにおいて唯一神への信仰が国是となっているインドネシアでも仏教を始め儒教やヒンドゥー教をも「唯一神信仰の枠組みに含まれる」と解釈されている。

## 教祖の比定
元々は啓典を奉じない宗教であっても、啓典の民の扱いを受けるために、教祖を啓典上の預言者に比定することが行われた。
ゾロアスター教徒は、開祖ザラスシュトラをアブラハムと同一人物とみなす解釈によって、啓典の民の地位を得た。またマンダ教は、主要な預言者のほとんどを偽預言者とみなす教えであるが、預言者である洗礼者ヨハネの教えであるとの教義を加えることにより、サービア教を名乗ることを許された。